# Paula Ormaechea
Paula Ormaechea (Sunchales, 28 september 1992) is een tennisspeelster uit Argentinië. Ormaechea begon met tennis toen zij drie jaar oud was. Haar favoriete ondergrond is hardcourt, maar zij bereikt haar beste resultaten op gravel. Zij speelt rechtshandig en heeft een tweehandige backhand. Zij is actief in het internationale tennis sinds 2007.

## Loopbaan
Haar eerste ITF-toernooi speelde Ormaechea in 2007 in Argentinië.
In 2012 kwalificeerde zij zich voor het Australian Open, waar zij meteen haar eerste grandslampartij won, van Simona Halep.
Zij stond in 2013 voor het eerst in een WTA-finale, op het toernooi van Bogota – zij verloor van de Servische Jelena Janković.
Haar beste resultaat op de grandslamtoernooien is het bereiken van de derde ronde, eenmaal op Roland Garros 2013 en andermaal op Roland Garros 2014. Daarna ging het achteruit met haar, als gevolg van onderrugproblemen.
Pas in 2023 bereikte Ormaechea weer een WTA-finale, op het toernooi van Cali – in de eindstrijd verloor zij van landgenote Nadia Podoroska.
In de periode 2009–2022 maakte Ormaechea deel uit van het Argentijnse Fed Cup-team – zij vergaarde daar een winst/verlies-balans van 21–13.

## Posities op deWTA-ranglijst
Positie per einde seizoen:
| jaar | rang enkelspel | rang dubbelspel |
| ---- | -------------- | --------------- |
| 2008 | 890            | 758             |
| 2009 | 797            | 1012            |
| 2010 | 289            | 411             |
| 2011 | 187            | 268             |
| 2012 | 136            | 429             |
| 2013 | 63             | 241             |
| 2014 | 126            | 319             |
| 2015 | 258            | 321             |
| 2016 | 429            | 524             |
| 2017 | 664            | 595             |
| 2018 | 264            | 339             |
| 2019 | 218            | 353             |
| 2020 | 279            | 315             |
| 2021 | 213            | 338             |
| 2022 | 184            | 694             |

## Palmares
| Legenda                 |
| ----------------------- |
| Grandslamtoernooi       |
| Olympische Spelen       |
| Year-End Championships  |
| Premier Mandatory       |
| Premier Five / WTA 1000 |
| Premier / WTA 500       |
| International / WTA 250 |
| Challenger / WTA 125    |

### WTA-finaleplaatsen enkelspel
| nr.              | finale     | toernooi   | ondergrond | tegenstandster  | score    |         |
| ---------------- | ---------- | ---------- | ---------- | --------------- | -------- | ------- |
| gewonnen finales |            |            |            |                 |          |         |
| geen             |            |            |            |                 |          |         |
| verloren finales |            |            |            |                 |          |         |
| 1.               | 2013-02-24 | WTA Bogota | gravel     | Jelena Janković | 1-6, 2-6 | details |
| 2.               | 2023-02-05 | WTA Cali   | gravel     | Nadia Podoroska | 4-6, 2-6 | details |

## Resultaten grandslamtoernooien
| Legenda | Legenda                          |
| ------- | -------------------------------- |
| g.t.    | geen toernooi gehouden           |
| l.c.    | lagere categorie                 |
| –       | niet deelgenomen                 |
| G       | uitgeschakeld in de groepsfase   |
| 1R      | uitgeschakeld in de eerste ronde |
| 2R      | uitgeschakeld in de tweede ronde |
| 3R      | uitgeschakeld in de derde ronde  |
| 4R      | uitgeschakeld in de vierde ronde |
| KF      | uitgeschakeld in de kwartfinale  |
| HF      | uitgeschakeld in de halve finale |
| F       | de finale verloren               |
| W       | het toernooi gewonnen            |
| w-v     | winst/verlies-balans             |

### Enkelspel
| toernooi        | 2012 | 2013 | 2014 |
| --------------- | ---- | ---- | ---- |
| Australian Open | 2R   | –    | 1R   |
| Roland Garros   | 1R   | 3R   | 3R   |
| Wimbledon       | –    | –    | 1R   |
| US Open         | –    | 2R   | 1R   |

### Vrouwendubbelspel
| toernooi        | 2013 | 2014 |
| --------------- | ---- | ---- |
| Australian Open | –    | 1R   |
| Roland Garros   | –    | 1R   |
| Wimbledon       | 1R   | –    |
| US Open         | 1R   | –    |